# Nils Philip Gyldenstolpe

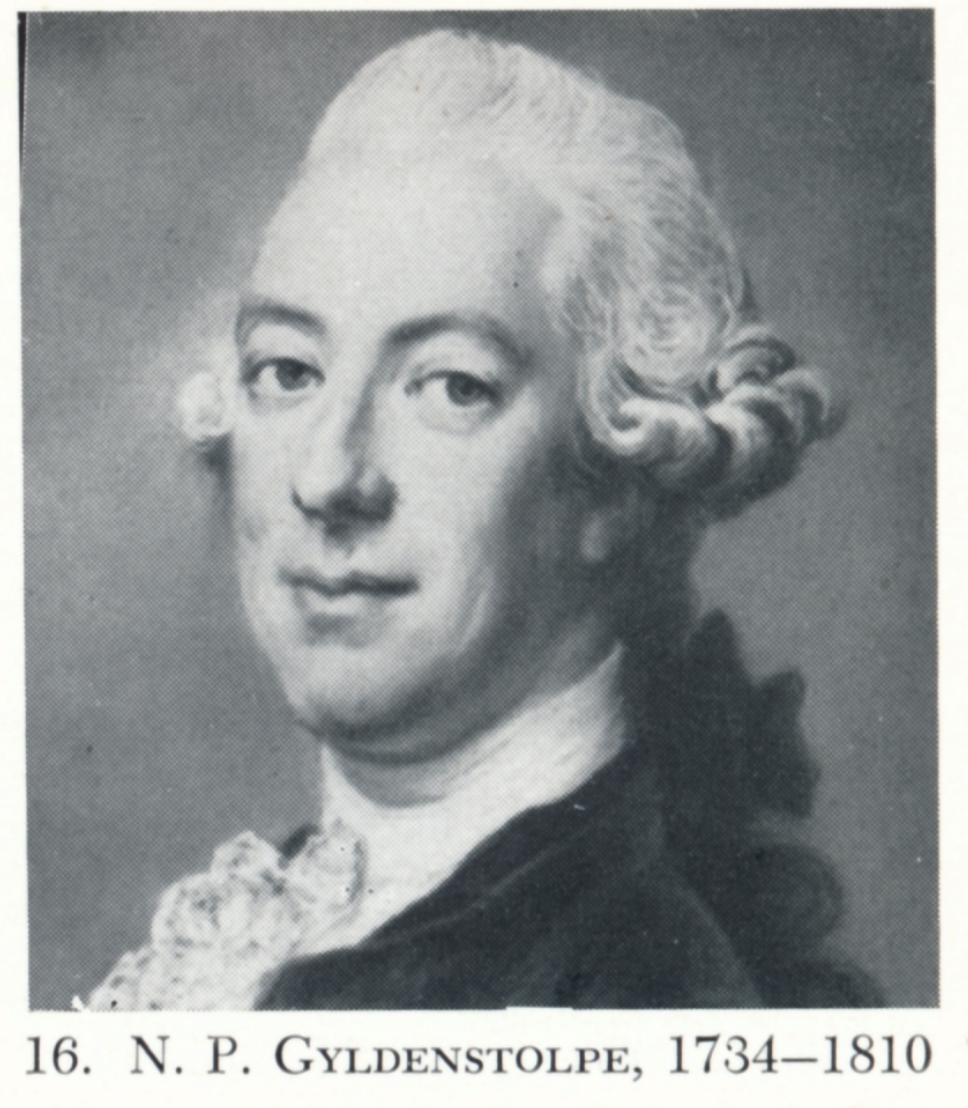
Nils Philip Gyldenstolpe

Nils Philip Gyldenstolpe (auch Filip; * 19. Februar 1734 auf Gut Forsby, Österråker, Vingåker; † 20. Februar 1810 in Stockholm) war ein schwedischer Graf, Kammerherr, Landshövding, Gouverneur und Hofmarschall.

## Leben
Nils Philip Gyldenstolpe wurde als Sohn von Ulrik Nils Gyldenstolpe (1689–1768) und seiner Frau Brita Kristina Oxenstierna (1705–1764) in das Adelsgeschlecht Gyldenstolpe hineingeboren.
Am 2. April 1750 ließ er sich sechzehnjährig an der Universität Uppsala einschreiben, wo er bei Johan Ihre lernte. Am 3. Juni 1751 wurde er Kanzlist und am 20. Juli 1757 erfolgte seine Ernennung zum Kammerherrn bei König Adolf Friedrich. Am 30. März 1762 wurde er Kammerherr von Adolf Friedrichs Sohn, Kronprinz Gustav. Seit dem 29. Mai 1764 war er Privatsekretär bei Königin Luise Ulrike und wenige Monate später am 21. September wurde er zu ihrem Hofmarschall und Oberkammerherrn ernannt. Am 10. März 1766 wurde er zum dänischen Hof abgesandt. Im April 1772 wurde er wieder Oberkammerherr, diesmal bei Königin Sophie Magdalene. Vom 23. Juni 1773 bis zum 29. Oktober 1781 war er Landshövding von Gävleborgs län. 1778 wurde er zudem an den russischen Hof abgesandt. Im März 1789 wurde er zum Gouverneur von Kronprinz Gustav Adolf ernannt, bis dieser nach der Ermordung von Gustav III. am 9. April 1794 für mündig erklärt wurde.
Ab 1776 war er Mitglied der Königlichen Wissenschafts- und Literaturgesellschaft in Göteborg, ab 1789 der Schwedischen Akademie und ab 1791 der Königlichen Gelehrsamkeits-, Geschichts- und Altertumsakademie. Am 1. Mai 1792 wurde er en av rikets herrar (einer der Herren des Reiches).
Er heiratete am 3. Juni 1764 in Leufsta Jacquelina Elisabet De Geer (1744–1780), Tochter des Industriellen, Zoologen und Entomologen Carl De Geer (1720–1778) und seiner Frau Catharina Charlotta Ribbing (1720–1787). Das Paar hatte folgende Kinder:
- Adolf Ulrik Gustaf Gyldenstolpe (*/† 1765)
- Christina Charlotta Gyldenstolpe (1766–1825)
- Nils Gyldenstolpe (1768–1844), Generalmajor und Landshövding
- Carl Edvard Gyldenstolpe (1770–1852), Kammerjunker
- Jaquette Margareta Gyldenstolpe (1772–1773)
- Ulrik Gyldenstolpe (1774–1855), Generalmajor
- Gabriel Anton Gyldenstolpe (*/† 1776)